# Haya Rashed Al Jalifa
La Jequesa Haya Rashed Al Jalifa (en árabe: هيا راشد آل خليفة ) (nacida el 18 de octubre de 1952) es una abogada y diplomática de Baréin, una de las dos primeras mujeres en ejercer como abogada en su país y la tercera mujer en presidir la Asamblea General de las Naciones Unidas. 

## Biografía
Haya Rashed Al Jalifa es miembro de la familia Al Jalifa, monarcas de Baréin desde 1783, y bisnieta del jeque Isa bin Ali Al Jalifa, 8º jeque de Baréin (1869-1933).
Se licenció en Derecho en la Universidad de Kuwait en 1974, obtuvo un diplomado en Derecho Civil en la Universidad de Alejandría en 1986, y un diplomado en Derecho Comparado en la Universidad de Ain Shams en 1988. También estudió Derecho Internacional Público en la Universidad de París I Panthéon-Sorbonne.

## Carrera jurídica
Haya Rashed Al Jalifa, junto con Lulwa Al Awadhi, fueron las dos primeras mujeres en ejercer como abogadas en Baréin, en 1979. Fue vicepresidenta del comité de arbitraje y resolución de controversias del Colegio Internacional de Abogados (1997-1999), siendo la primera mujer de Oriente Medio en desempeñarse en ese cargo. También fue miembro del Comité Consultivo del Centro de Arbitraje de la Organización Mundial de la Propiedad Intelectual (OMPI) y representante de Baréin ante la Corte Internacional de Arbitraje de la Cámara de Comercio Internacional.
Fue consejera de Asuntos Jurídicos en el Ministerio del Interior de Baréin, así como abogada sénior en un importante estudio jurídico de Baréin. Es miembro del Colegio de Abogados, de la Corte Suprema y del Tribunal Constitucional de Baréin.
Actualmente es miembro del Consejo Superior de la Cultura, Artes y Literatura de Baréin, preside el Consejo Asesor del Consumidor de la Autoridad Reguladora de Telecomunicaciones desde 2008, y es presidente del directorio de la Cámara de Resolución de Conflictos de Baréin (BCDR, por su nombre en inglés, Bahrain Chamber for Dispute Resolution).
Es directora y socia fundadora del estudio jurídico Haya Rashed Al Khalifa (Haya Rashed Al Khalifa Law Firm). y especialista en derecho bancario, banca islámica, derecho de la construcción, derecho de propiedad intelectual, derecho corporativo, derecho comercial y arbitraje comercial internacional

## Carrera diplomática

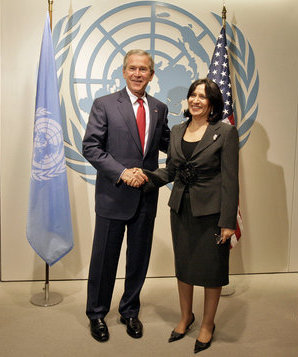
George W. Bush con Haya Rashed Al Jalifa en la ONU, 2006

Haya Rashed Al Jalifa perteneció al cuerpo diplomático de Baréin ejerciendo como embajadora de su país en Francia y embajadora no residente en Bélgica, Suiza y España (2000-2004). Durante el mismo período, ocupó el puesto de representante permanente de Baréin ante la Organización de las Naciones Unidas para la Ciencia, la Educación y la Cultura (UNESCO)
Presidió la 61.ª Asamblea General de las Naciones Unidas (junio 2006-septiembre 2007), siendo la tercera mujer en ocupar dicho cargo a esa fecha
Fue electa presidenta de la 42ª sesión del Comité del Patrimonio de la Humanidad, que se realizó en Manama, capital de Baréin, en 2018.

## Derechos de la mujer
Defensora de los derechos de la mujer, su trabajo ha sido ampliamente reconocido en su país por defender la inserción de las mujeres en un sistema legal modernizado. Ha participado activamente en el movimiento para mejorar la condición de la mujer en Baréin ante los tribunales de la sharía islámica y promueve la interpretación progresista de los textos islámicos en lo referido a la mujer.
Es miembro del jurado de Global Award for Women's Empowerment, organización bareiní que reconoce el trabajo de gobiernos, sector privado, organizaciones de la sociedad civil y personas naturales que contribuyen al empoderamiento de las mujeres y niñas.

## Reconocimientos
Haya Rashed Al Jalifa ha recibido las siguientes distinciones:
- Premio especial Objetivos de Desarrollo del Milenio (ODM) 2007, en reconocimiento a su trabajo en la promoción del conjunto de objetivos globales contra la pobreza.[6]
- Path to Peace Award 2007.[7]
- Premio a la Creatividad Social 2008, sexta conferencia del Arab Thought Foundation.[8]